# シャオヘイ
シャオヘイ（xiaohei、1969年 - ）は、日本の飲食文化ライター、食の評論家、ブロガー、行政書士、講師。広島県出身。快食.com主宰。シャオヘイ行政書士事務所代表。広島県内を食べ歩いて30年になる。本名・池上弘一。

## 略歴
1969年、広島県に生まれる。広島県立府中高等学校を卒業し、広島県庁に入庁し職員になり、商工労働局にて長年奉職。
1998年、ハンドルネーム「シャオヘイ」（漢字表記：小黒）としてウェブサイト「広島快食案内」を開設。メディアに姿は見せず、広島県出身で広島市在住のサラリーマンというプロフィールで活動。後にサイト名を「快食.com」と改名する。
広島ガイドメールマガジン「広島食べ歩き」を執筆。
2003年、著書『広島快食案内』を南々社より出版。
広島県庁を30年間勤務し退職。退職後はメディアに姿を現しての活動を開始。
2019年6月10日、著書『熱狂のお好み焼き ―お好み焼きラバーのための新教科書』をザメディアジョンより出版、「第10回 広島本大賞」にノミネートされる。
2019年10月から11月にかけて南インド・ケーララ州を旅した。
2020年に開店した和食割烹「快食 ようすけ」（広島市中区白島北町）のアドバイザーを務めている。
広島県庁職員であった1998年よりハンドルネーム「シャオヘイ」として姿をメディアに見せず覆面で活動し長らくベールに包まれていたが、退職後の現在は引き続き「シャオヘイ」として活動し姿を現して広島ローカルのテレビやラジオ、イベントなどに出演、著書の出版のほか新聞や雑誌などで執筆、講演を開くなど幅広く活動している。
2024年、ウェブサイト「広島快食案内」開設は1996年だったことが判明した。
本名が非公開であることがほとんどであるが、公式な場では、過去にみっちゃん総本店公式YOUTUBEにて、令和３年３月３日に行われた、二代目井畝満夫襲名式にて見届人の一人として、シャオヘイこと池上弘一と紹介されている。

## 人物
- ハンドルネーム「シャオヘイ」の由来は実家で飼っていた愛犬の名前である[1]。
- 両親が共働きであったことから料理に目覚めた[1]。
- シャオヘイの食べ歩きはラーメンからはじまった[14]。
- 店構えの外観やメニューを見ればその店の考え方が分かる[1]。
- 高級料理から大衆食堂まで食べ歩き、高い志で料理を出し続ける店を探し求める旅は終わらない[1]。
- 共著ジバラン団長だったさとなおと交友がある[15]。
- グルメライター北島秀一とは北島が快食.comを参考に広島のラーメンを食べ歩いたのを機に交友が続いた[1]。北島のシャオヘイ評は「面白まじめ」「まじめだから読者に対する責任感が強く批判も筋道が立っていてぶれない、一方、物事を斜めに見て楽しむ余裕を持っている大人」「お店や料理、読者に対する誠実さはずばぬけている」[1]。
- 広島県庁職員時代からマラソンやトライアスロンの大会などに出場している。
- メディア出演する際のトレードマークは、白いメガネフレームとくせ毛ではねた少し長めの後ろ髪である。

## 著書

### 単著
- 広島快食案内（2003年、南々社）ISBN 978-4931524132
- 熱狂のお好み焼 ―お好み焼ラバーのための新教科書（2019年6月10日、ザメディアジョン）ISBN 978-4862506306

### 共著
さとなお率いるジバラン審査団の一員として執筆。
- JIBARANフレンチレストラン・ガイド（1998年11月26日、日経BP） ISBN 978-4822291068
  - ジバラン ―フレンチレストラン・ガイド(知恵の森文庫)（2001年11月15日、光文社）内容を一新して文庫化[17] ISBN 978-4334781279

## 連載
- 広島ガイドメールマガジン「シャオヘイの食べ歩き」
- 中国新聞セレクト「熱狂のお好み焼きトリビア」（2019年）[18][リンク切れ] [19]
- 中国新聞セレクト「南インド・ケーララ州で飲み食いしながら考えた シャオヘイ」（2019年-2020年 全5回）[20]

## イベント
講師
- SO＠Rビジネスポート交流会～SO＠ラウンジ「シャオヘイ流 快食のススメ」（2018年5月、主催：株式会社ソアラサービス）
- シャオヘイ的 男子に贈る家事の極意（2019年、広島県男女共同参画財団エソール広島（おりづるタワー） 研修室）
- シャオヘイさんと作る料理体験会（2019年、広島ガス ガストピアセンター キッチンスタジオ）

など

## 出演

### テレビ
- イマナマ!（2020年 - 、RCCテレビ）火曜→2023年8月2日から水曜→2023年10月10日から火曜 
  - 火曜コーナー「たまにはそとランチ」（2025年4月1日 - ）田口麻衣と出演 / ナレーション：大本祐子

過去のテレビ出演
- 街頭TV 出没!ひな壇団（2017年1月21日、RCCテレビ）「広島で2017年に流行るグルメ」を徹底予想。
- 元就。外伝×カンムリ袋とじ すたこらジャーニー にたく 広島の達人がオススメする究極の2択旅（2019年6月29日、RCCテレビ）麺の達人：シャオヘイ
- イマなまっ! コーナー「街飯ヒストリーツアー 広島の食通・シャオヘイさんと美味探訪」（2019年9月 - 2020年、RCCテレビ）[21]
  - 豊嶋啓亮アナウンサーとコンビで出演（2019年）
  - 豊嶋が福島テレビへ移籍後は、田口麻衣アナウンサーとコンビで出演（2020年）
- イマナマ! シャオヘイ監修 広島「巻き寿司ガイド」（2020年1月26日、RCCテレビ）田村友里アナウンサーを案内
- イマナマ!（2020年 - 、RCCテレビ）
  - 月曜コーナー「イマオシ3」 広島の食通シャオヘイが薦める（2020年9月28日[22] - 2022年9月30日[23][22]（全86回[24]）、RCCテレビ）ナレーション：末武 太
    - コーナー冒頭でRCCテレビスタジオで青山高治アナウンサーとガチンコ対談しながらお店を紹介。LaxusのTシャツやトレーナーを着て出演していることがある[25]。
    - コーナーオープニングムービーでチャイナ服を着ていたのは、前コーナー「街飯ヒストリーツアー 広島の食通・シャオヘイさんと美味探訪」初回放送分での豊嶋啓亮アナウンサーと2人して着ていたシーンを盛り込んでいる。2021年11月1日放送より一新して現在のNewオープニングムービーとなった。2021年11月7日、島根県内で開催され参加した自転車レースで追突され落車、肋骨8本と鎖骨を骨折し折れた骨が肺を破るという大怪我を負いドクターヘリで[26][27] 出雲市内の病院に搬送され緊急入院、その後、整形専門の病院に転院し[28] 鎖骨の端から端までのプレートと、ビスを11本入れるという大手術を行った[29]。2021年11月19日放送から収録済みのストックが切れたため青山高治アナウンサーがシャオヘイおすすめの飲食店に突撃取材を行うスタイルに一時的に変更。2021年12月3日現在、シャオヘイは退院している[30]。その後、2022年1月10日放送で復帰した。

  - 火曜コーナー（一時期、水曜コーナー）「基町ランチ情報局」（火曜：2022年10月11日 - 2023年7月25日・2023年10月10日 - 2025年3月25日 / 水曜：2023年8月2日 - 9月）ナレーション：末武 太 / 局長：シャオヘイ 局員：青山高治アナウンサー
    - RCCラジオスタジオブースで局員青山高治アナウンサーとガチンコ対談をしながらランチとそのお店を紹介。
    - 新コーナー冒頭のムービーを新しくした。
- “テッパン”話仕入れました!広島かたすみ食堂「広島“麺文化”を支える面々」（2021年2月12日、NHK広島放送局 NHK総合）
- イマオシ3 セレクション（RCCテレビ、2021年-2022年）2021年10月19日より火曜9:55-10:25[31] / 再放送：月曜（日曜深夜）※2021年8月8日深夜まで。その後は他曜日の深夜に再放送していたことがある。

### ラジオ
- 中四国ライブネット（中四国8局ネット：RCC中国放送、RSK山陽放送、KRY山口放送、BSS山陰放送、RNB南海放送、RNC西日本放送、JRT四国放送、RKC高知放送）
  - 岡山発 中四国 麺バトル 食べたいのはどれだ！～麺道楽、大いに語る～（2005年11月19日 生放送 / 制作：岡山 RSK山陽放送）[32]
  - 岡山発 中四国お好み焼き合戦 岡山VS広島（2006年11月11日18:00-20:00 生放送 / 制作：岡山 RSK山陽放送）[33]
  - 岡山発 あ～ぁ、たまらない B級グルメを食べに行こう！（2009年1月17日18:00-20:00 生放送 / 制作：岡山 RSK山陽放送）[34]
- 勝手にトークひろしま「ズルッ！男だらけの広島麺トーク」（2014年7月18日22:00-23:54、RCCラジオ）Ustreamで生配信もされた。
シャオヘイ×加藤ひさつぐ（広島汁なし担担麺推進委員会 代表）×細井謙一（広島経済大学教授）